# مقاطعة شارلوت (فيرجينيا)
 مقاطعة شارلوت  (بالإنجليزية:  Charlotte County)‏ هي إحدى المقاطعات في ولاية فيرجينيا في الولايات المتحدة الأمريكية.

## أعلام
- توماس سبيد
- آدم هانتسمان
- توماس باتريك مور
- هيو بلير غريسبي